# فیلم‌شناسی ناصر تقوایی
این مقاله فهرستی است از کارهای سینمایی و تلویزیونی ناصر تقوایی، نویسنده و فیلم‌ساز ایرانی قرن چهاردهم هجری خورشیدی، به ترتیب تاریخ.

## سریال
- دایی‌جان ناپلئون (۱۳۵۴)

## فیلم
| فیلم‌ها | فیلم‌ها               | فیلم‌ها   | فیلم‌ها     | فیلم‌ها                     | فیلم‌ها |
| سال    | نام فیلم             | کارگردان | تدوینگر    | فیلمنامه‌نویس               | توضیحات |
| ------ | -------------------- | -------- | ---------- | -------------------------- | --- |
| ۱۳۸۰   | کاغذ بی‌خط            | Yes      | عباس گنجوی | Yes                        | ۱۳۸۱ - برنده تندیس بهترین فیلم به انتخاب انجمن منتقدان و نویسندگان جشن خانه سینما ۱۳۸۱ - جایزه ویژه بهترین فیلم جشن خانه سینما |
| ۱۳۷۷   | قصه‌های کیش           | Yes      |            |                            | فیلمی چند اپیزوده، نامزد نخل طلایی جشنواره فیلم کن |
| ۱۳۶۸   | ای‌ایران              | Yes      | عباس گنجوی | Yes                        | |
| ۱۳۶۵   | ناخدا خورشید         | Yes      | Yes        | Yes                        | ۱۳۶۵ - برندهٔ سیمرغ بلورین بهترین بازیگر نقش اول مرد از پنجمین جشنواره فیلم فجر - داریوش ارجمند ۱۳۶۵ - برندهٔ لوح زرین بهترین بازیگر نقش دوم مرد از پنجمین جشنواره فیلم فجر - سعید پورصمیمی ۱۳۶۵ - نامزد سیمرغ بلورین بهترین بازیگر نقش دوم مرد از پنجمین جشنواره فیلم فجر - فتحعلی اویسی ۱۳۶۵ - نامزد سیمرغ بلورین بهترین کارگردانی از پنجمین جشنواره فیلم فجر - ناصر تقوایی ۱۳۶۵ - نامزد سیمرغ بلورین بهترین فیلم از پنجمین جشنواره فیلم فجر - محمدعلی سلطان‌زاده، هارون یشایائی ۱۳۶۵ - نامزد سیمرغ بلورین بهترین فیلمبرداری از پنجمین جشنواره فیلم فجر - مهرداد فخیمی ۱۳۶۵ - نامزد سیمرغ بلورین بهترین موسیقی متن از پنجمین جشنواره فیلم فجر - فریدون ناصری ۱۹۸۸ - برندهٔ یوزپلنگ برنزی چهل و یکمین جشنواره بین‌المللی فیلم لوکارنو - ناصر تقوایی |
| ۱۳۵۲   | نفرین                | Yes      | عباس گنجوی | Yes                        | |
| ۱۳۵۰   | صادق کُرده            | Yes      | عباس گنجوی | Yes                        | ۱۳۵۱ - برنده جایزه بهترین کارگردانی جشنواره سینمایی سپاس تهران ۱۳۵۱ - برنده جایزه بهترین فیلم سوم جشنواره سینمایی سپاس تهران |
| ۱۳۴۹   | آرامش در حضور دیگران | Yes      | عباس گنجوی | ناصر تقوایی غلامحسین ساعدی | - برندهٔ شیر نقره ی جشنواره ی ونیز ۱۹۷۲ |

## فیلم مستند
- نانخورهای بیسواد
- آرایشگاه آفتاب
- تاکسی متر
- باد جن
- نخل
- پنج‌شنبه‌بازار میناب[۱]
- موسیقی جنوب
- اربعین
- مشهد قالی
- فروغ فرخزاد
- تمرین آخر- تعزیه حر دلاور (۱۳۸۳): بواسطه نمایش این فیلم و چند اقدام دیگر، تعزیه در سازمان میراث جهانی یونسکو ثبت جهانی شد.
- پیش

## فیلم کوتاه
- رهایی (۱۳۵۰) برندهٔ شیر طلای جشنوارهٔ ونیز ۱۹۷۲، بهترین فیلم کوتاه جشنوارهٔ سانفرانسیسکو، بهترین فیلم کوتاه جشنوارهٔ فیلم کودک تهران ،و...

## فیلمنامه
- انسان کامل
- کبریت بی‌خطر
- چای تلخ
- کوچک جنگلی